# Максимівка (Миколаївський район)
Макси́мівка — село в Україні, у Первомайській селищній громаді Миколаївського району Миколаївської області. Населення на 1.01 2016 року становить 119 осіб. Село Максимівка знаходиться в 50 км на схід від м. Миколаєва, 45 км на захід від м. Снігурівки, 4 км на південь від с. Киселівка, 11 км на південь від залізничної станції Засілля.

## Історія

### Заснування
Село засновано в 1801 році прапорщиком російської армії у відставці — Чорнопільським. Так, у виписці з указу Новоросійського губернського правління сказано: «В ноябре 1801 г. в деревне, находящейся во владении прапорщика Чернопольского, числилось крестьян: мужского пола — 5 душ, женского — 2 души».
Про перших поселенців читаємо в навчальному посібнику В. П. Шкварця та М. Ф. Мельника «Історія рідного краю. Миколаївщина»: «…переважну масу сільського населення краю становили вихідці з губерній Північної України та Центральної Росії». Але, судячи з мови, традицій, прізвищ та спогадів старожилів, можна зробити припущення про суто українське походження поселенців, які переселялися сюди переважно з Полтавської та Чернігівської губерній. Сільське господарство було провідною галуззю, причому до 30-х років XIX ст. тваринництво переважало над землеробством. Розведення великої рогатої худоби, інших домашніх тварин, при наявності на півдні країни ще вільних земельних масивів вимагало менших зусиль і технічних пристосувань, одночасно воно швидше і легше забезпечувало потреби в харчуванні, одязі, взутті. Пара волів, запряжених у важкий плуг, — ось що підіймало цілину того часу. Жилося селянам в цей період дуже скрутно. Відомо, що часто повторювався неврожай, головним чином через посухи. З 1799 по 1856 роки на Херсонщині неврожай було зареєстровано 21 раз. В XIX ст.посеред села копають велику криницю, глибиною понад 35 метрів, обкладену штучним ракушняком, та з великими кам'яними колонами, на яких кріпилися металеві рейки з колесом, з цепом та дерев'яною бадею, яке приводилося у рух конем (див.фото). Так черпали воду на все село. Вода була солонкувата.
Щодо назви села архівних даних немає. Один із найстаріших жителів села — Несущий І. П. розповідав, що Максимом звали одного з нащадків Чорнопільського, який був дуже вправним господарем і жив на так званому Німецькому хуторі. Цей хутір був розташований на схід від Максимівки біля Німецького ставка. На місці хутора в радянські часи була тракторна бригада, якої теж вже давно немає, а ставок з такою назвою є й досі.
Очевидно, назва Максимівка з'являється десь на рубежі ХІХ — XX ст. і існує в народі поряд з офіційною. І лише після 1917 року, у перші роки радянської влади, село офіційно змінило свою назву з «панської» на більш благозвучну для радянської влади — Максимівка. За згадками ще одного старожила села Швеця О. П. в серпні 1941 року, коли німецькі окупанти зайшли в село, один з німецьких офіцерів тицяв пальцем в карту і кричав: «ето єсть — Чернополье?». На топографічній німецькій карті часів II світової війни подвійна назва — Чорнопілля (Максимівка).

### Початок XX століття
На початок XX століття Максимівка мала 669 жителів, нараховувалось 83 двора. «Без всякого скота» було 18 дворів, основна маса селянських господарств мала 1—4 голови, 5—7 голів худоби мали 10 дворів і лише один господар мав 10 голів худоби. Сухі статистичні дані дають уявлення про тогочасне життя максимівців: корів — 139 голів, волів — 6 голів, коней — 76 голів. Це з «живого инвентаря», а з «мертвого инвентаря» селяни мали: плугів — 48 шт., жаток — 44 шт., молотилок — 1 шт., віялок — 58 шт., гарб і фургонів — 146 шт. Селяни мали трохи більше 1200 десятин землі в обробітку (1 десятина — 1,09 га). Причому у приватній власності було лише 711 десятин, решта знаходилась в «казенном владении».
Посеред села існувала велика криниця, глибиною понад 35 метрів, обкладена штучним ракушняком, та з великими кам'яними колонами, на яких кріпилися металеві рейки з колесом, з цепом та дерев'яною бадею, яке приводилося у рух конем. Так черпали воду на все село. Вода була солонкувата. 

### Радянські часи
На 1923 рік в Максимівці було вже 132 двори та 650 жителів, з них 311 дітей до 16 років. На початку 20-х років село стало центром Максимівської сільської ради, до якої, крім Максимівки, входили села Киселівка та Бурханівка. Нова економічна політика (НЕП) дала поштовх до нового зростання села. Вже в 1926 році на 1 жовтня в Максимівці проживало 809 жителів. Це найбільша кількість жителів за всю історію села. В 1923 році в селі була одна трудова школа «в которой обучалось 20 мальчиков и 21 девочка одним учителем». На ремонт цієї школи батьки збирали кошти, про що свідчить протокол «Общего собрания граждан с. Максимовка от 20 сентября 1924 г.». Тоді ж президією Максимівської с/ради прийнято рішення про відкриття з 1 жовтня 1924 р. шкіл по ліквідації неписьменності в кожному населеному пункті, що входить до складу Максимівської с/ради. Непівський період закінчився, розпочалась сталінська колективізація села. Максимівські селяни спочатку організували 29 вересня 1929 року ТОЗ під назвою «Заповіт Шевченка». А вже в 1931 році був організований колгосп імені Леніна, до якого ввійшли селяни сіл Киселівки та Максимівки.
Колгоспники села Максимівки пережили страшну трагедію голодомору 1932—1933 р.р. Мойсеєнко Марія Петрівна згадує: «щоб вижити, ходили красти кукурудзу, а потім на жорнах її мололи і варили кашу. Влітку ходили на поле, перетрушували солому, раптом зернина випаде. Доводилось їсти мертвих тварин. У ті, роки багато людей вмерло з голоду». Швець Євдокія Герасимівна казала, що «…їли забовтуху. Ходили в місто, обмінювали на продукти сережки, обручки. Люди по дорозі падали і вмирали, бо були голодні. їли буряки цукрові і кормові». Ткаченко Олена Олександрівна (1905 року народження): «Щоб не вмерти з голоду їли горіхи, бараболю, собак, їжаків, буряки. З берізки збирали насіння, мололи на жорнах, а потім пекли коржі». Точних даних про кількість померлих в ті роки немає. 

### Максимівська трагедія в березні 1944 року
13—14 березня 1944 року, відступаючи під натиском військ Радянської армії, нацисти розстріляли, а потім спалили 68 жителів села. Ось що розповідала про це вчителька максимівської школи Галдун Марія Петрівна, яка була очевидцем цих подій: «10 березня німці почали виганяти людей з Максимівки. О 10 годині ранку з боку Киселівки підійшов німецький танк і зробив три постріли по Максимівці. Група фашистів що була в селі, після цього почала виганяти всіх жителів з села. Люди брали візки, складали деякі речі і йшли у напрямку Херсона. Недалеко від села над дорогою була скирта. Всі вигнані зупинились біля скирти. Вдалині в напрямку третього відділку радгоспу „Красное знамя“ (тепер с. Васильки), показалось кілька вершників. Всі з нетерпінням чекали: хто це? Німці чи наші? Нарешті впізнали — це наша кінна розвідка. Кинулись до радянських солдат, обіймали їх, цілували, хапали за стремена. Розвідники направили людей на третій відділок, там були наші. Це було надвечір. Та це побачили фашисти, що безчинствували в селі Максимівні. Частина їх окопалась на тому місці, де зараз тракторна бригада, фашисти відкрили вогонь по біженцях. Було убито Непом'ящого Федора, багато поранено, у тому числі і дітей. Поранених поклали на візки і забрали з собою. Коли добрались до третього відділка була вже ніч. Погляди були спрямовані на рідне село. 14 березня загін наших розвідників підійшов до села з другого боку. Люди чули гучне „Ура“ і повернулися в село, вважаючи, що німців у селі немає. Але там господарювали вороги. Всіх людей, що повернулися, фашисти зігнали на велике подвір'я до скирти. Всіх, кого знаходили біля хат, розстрілювали на місці. Фашисти ґвалтували дівчат. Потім вони підпалили скирту, біля якої були люди. Фашисти почали розстрілювати старих, жінок, малят. Люди падали у вогонь, горіли. Зробивши свою чорну справу, кати втекли з села.18 березня повернулися в село ті, що врятувалися на третьому відділку. Жахливу картину побачили вони. Скрізь лежали трупи. Під своєю хатою сиділа застрілена вагітна жінка — Авраменко Галина Євдокимівна. Люди почали збирати рештки своїх односельців. Мало кого можна було впізнати. Зібралися вцілілі односельчани, на допомогу прийшли червоноармійці. Викопали велику яму. У ній поховали рештки односельчан. Тут було знищено 68 чоловік. Це були жителі села Максимівки, евакуйовані сім'ї з Херсона і один невідомий».[джерело?] 